# Xocalı (stad)
Xocalı (ook gespeld als Chodzjali, Khojaly of Khojali) is een stad in Azerbeidzjan en de hoofdstad van het gelijknamige district Xocalı.
De stad telde 6500 inwoners in 2012.

## Bloedbad van Xocalı
Tijdens de Oorlog in Nagorno-Karabach vond hier in 1992 een bloedbad plaats, waarbij Azerbeidzjaanse burgers doelwit waren van gerichte Armeense beschietingen. Volgens zowel Azerbeidzjaanse zijde als Human Rights Watch en andere internationale organisaties werd de misdaad gepleegd door Armeense troepen, naar verluidt met assistentie van het 366ste Russische gemotoriseerde regiment. Het dodental was volgens de Azerbeidzjaanse autoriteiten 613 burgers, waaronder 106 vrouwen en 83 kinderen. Een rapport van Human Rights Watch schatte het aantal omgekomen burgers op "ten minste 161".